# میکی سوگیموتو
کیکی سوگیموتو (انگلیسی: Miki Sugimoto؛ زادهٔ ۲۸ ژانویهٔ ۱۹۵۳) یک هنرپیشه اهل ژاپن است.
از فیلم‌های او می‌توان به دختران کاماره اشاره کرد.